# Rangnanggujŏk
Rangnanggujŏk (korejsky 락랑구역) je jeden z městských obvodů Pchjongjangu, hlavního města Severní Korey. Leží převážně na jižním břehu Tedongu naproti ústí Potchongu, ale zahrnuje i některé říční ostrovy, zejména velký ostrov Turu přístupný přes most Čchungsŏng. Na severu přes Tedong sousedí s obvody (od západu k východu) Mangjŏngdägujŏk, Pchjŏngčchŏngujŏk a Čunggujŏk a na východě s obvodem Rjŏkpchogujŏk. Vytvořen byl v říjnu 1960 oddělením od provincie Jižní Pchjongan.